# Wamac
Wamac és una població dels Estats Units a l'estat d'Illinois. Segons el cens del 2000 tenia 1.378 habitants.

## Demografia
Segons el cens del 2000, Wamac tenia 1.378 habitants, 568 habitatges, i 369 famílies. La densitat de població era de 352,4 habitants/km².
Dels 568 habitatges en un 34,5% hi vivien nens de menys de 18 anys, en un 41,4% hi vivien parelles casades, en un 18,3% dones solteres, i en un 34,9% no eren unitats familiars. En el 28% dels habitatges hi vivien persones soles el 10% de les quals corresponia a persones de 65 anys o més que vivien soles. El nombre mitjà de persones vivint en cada habitatge era de 2,43 i el nombre mitjà de persones que vivien en cada família era de 2,96.
Per edats la població es repartia de la següent manera: un 28,7% tenia menys de 18 anys, un 9,4% entre 18 i 24, un 29,6% entre 25 i 44, un 20,8% de 45 a 60 i un 11,4% 65 anys o més.
L'edat mediana era de 33 anys. Per cada 100 dones de 18 o més anys hi havia 88,5 homes.
La renda mediana per habitatge era de 26.149 $ i la renda mediana per família de 28.490 $. Els homes tenien una renda mediana de 26.974 $ mentre que les dones 19.375 $. La renda per capita de la població era de 13.781 $. Aproximadament el 26,4% de les famílies i el 27,3% de la població estaven per davall del llindar de pobresa.

## Poblacions més properes
El següent diagrama mostra les poblacions més properes.